# CF Găgăuzia
CF Găgăuzia este un club de fotbal din Comrat, Găgăuzia, Republica Moldova, care în prezent evoluează în Divizia „A”.
Se consideră că CF Găgăuzia este același club sau succesorul de drept al clubului Bugeac Comrat. Totuși, acest fapt este incert. 

## Istorie

Primul logo al clubului Bugeac Comrat

Clubul de fotbal Bugeac Comrat a fost înființat în anul 1991. Primul antrenor principal al clubului este Alfred Fiodorov, care a fost numit în funcție la data de 23 ianuarie 1991. Din staff-ul tehnic de atunci mai făcea parte și Vladimir Vusatîi. Echipa a fost formată pe bază de jucători locali (din Găgăuzia), dar au fost aduși și câțiva jucători de la FC Tighina și Tiligul-Tiras Tiraspol, printre care și Serghei Alexandrov, Oleg Flentea, Erik Okoko ș.a. Bugeac a fost înscrisă în zona a 5-a a ligii secunde inferioare a campionatului URSS. Primul meci oficial, Bugeac l-a susținut pe 21 aprilie 1991, în deplasare în orașul Slaveansk-pe-Kubani din ținutul Krasnodar, unde a învins-o cu 2-0 pe echipa locală „Golubaia Niva”. Autorul primului gol într-un meci oficial pentru Bugeac a devenit Vasili Uzun, care era să devină și golgheterul echipei în acel sezon, cu 10 goluri la activ. Primul meci oficial pe teren propriu, Bugeac la susținut pe 6 mai 1991, când a primit vizita echipei FC Oka Kolomna, pe care a învins-o cu 3-1. Serghei Alexandrov – o dublă și Oleg Flentea au marcat pentru Bugeac. Deși era o ploaie torențială, pentru a privi meciul echipei, pe stadion au venit circa 3500 de spectatori. La finele sezonului, Bugeac s-a clasat pe locul 3 în ligă.
După destrămarea Uniunii Sovietice echipa a jucat în Divizia Națională până în 1996. Echipa a reușit să câștige Cupa Moldovei chiar în primul sezon. În finală Bugeac a învins-o cu scorul devastator de 5-0 pe Tiligul-Tiras Tiraspol, una dintre cele mai puternice echipe din țară la acea vreme. În același an, Bugeac a terminat campionatul pe locul trei, cu doar două puncte mai puțin decât Tiligul Tiraspol și Zimbru Chișinău. În al doilea sezon, a terminat campionatul pe locul patru, dar în cupă nu a ajuns nici măcar în semifinale.

Logo-ul din perioada FC Universitatea Comrat

După ce a mai jucat două sezoane relativ bune, clasându-se pe la mijlocul clasamentului, după sezonul 1995/96 Bugeac a retrogradat în Divizia „A”, stabilind un record național negativ. Bugeac a devenit primul club din istoria fotbalului din Moldova, care în decursul unui sezon a reușit doar un egal și a primit 139 de goluri. Doar Attila Ungheni a primit mai multe goluri – 141, în sezonul 1996/97. Ca urmare a acestui insucces teribil clubul s-a desființat. În același an, a fost înființată echipa universității din Comrat, denumită FC Universitatea Comrat, care, odată cu falimentul clubului Roma Bălți, a cumpărat locul acesteia din Divizia „A”. După câteva sezone în Divizia „A”, în 2007, echipa și-a schimbat denumirea în USC Găgăuzia. În același an a ocupat ultimul loc în Divizia „A” și urma să retrogradeze, însă și-a păstrat locul datorită măririi numărului de echipe în divizie de la 14 la 18.
În următoarele două sezoane Găgăuzia a evoluat mai bine; în sezonul 2008-2009 s-a clasat pe locul 4, iar în sezonul 2009-2010 – pe locul 3 și a promovat în Divizia Națională, datorită refuzului clubului RS Lilcora de a promova. Din păcate, revenirea echipei Găgăuzia a fost una grea. Clubul a terminat pe ultimul loc, cu doar două remize, neprimind astfel licența națională și retrograndând din nou în Divizia „A”.

## Palmares
- Divizia Națională

Locul 3: 1992 (ca Bugeac Comrat)
- Cupa Moldovei (1): 1992 (ca Bugeac Comrat)

## Lotul sezonului 2013-2014
| Nr. |                   | Poziție | Jucător         |
| --- | ----------------- | ------- | --------------- |
| 1   | Republica Moldova | P       | Andrei Beșleaga |
| 2   | Republica Moldova | F       | Ivan Tatar      |
| 3   | Republica Moldova | F       | Anatolie Eni    |
| 4   | Republica Moldova | F       | Ștefan Oanța    |
| 5   | Republica Moldova | F       | Iurie Mîrza     |
| 6   | Republica Moldova | F       | Andrei Negara   |
| 7   | Republica Moldova | F       | Andrei Custurov |
| 8   | Republica Moldova | F       | Eugen Boicenco  |
| 10  | România           | M       | Marian Stoleru  |
| 11  | Republica Moldova | M       | Piotr Marcov    |
| 12  | Tadjikistan       | P       | Iuri Uzun       |
| 13  | Republica Moldova | M       | Roman Șumikin   |
| 14  | Tadjikistan       | M       | Firuz Bobiev    |

| Nr. |                   | Poziție | Jucător          |
| --- | ----------------- | ------- | ---------------- |
| 15  | Republica Moldova | M       | Alexandr Todorov |
| 16  | Republica Moldova | A       | Serghei Iabanji  |
| 17  | Republica Moldova | A       | Serghei Grițuc   |
| 18  | Republica Moldova | M       | Serghei Chirnev  |
| 22  | Republica Moldova | F       | Ilie Mostovei    |
| 24  | Kârgâzstan        | F       | Claude Maka Kum  |
| 33  | Republica Moldova | M       | Iuri Romaniuc    |
| 99  | Rusia             | A       | Ruslan Kartoev   |
| --  | Republica Moldova | F       | Oleg Iastrebov   |
| --  | Republica Moldova | F       | Anton Muntean    |
| --  | Republica Moldova | F       | Sergiu Cojocari  |
| --  | Republica Moldova | M       | Andrei Secrieru  |
| --  | Republica Moldova | M       | Alexandru Cucu   |